# Foiano di Val Fortore
Foiano di Val Fortore es un municipio situado en el territorio de la provincia de Benevento, en la Campania (Italia).

## Demografía
| Gráfica de evolución demográfica de Foiano di Val Fortore entre 1861 y 2001 |
|                                                                             |
| Fuente ISTAT - elaboración gráfica de Wikipedia                             |